# Joseph Mengin
Pour les articles homonymes, voir Mengin.
Joseph Mengin, né le 15 février 1750 à Saint-Dié où il est mort le 10 juin 1821, est un homme politique français.

## Biographie
Il est avocat au parlement de Lorraine, au bailliage de Saint-Dié et au siège présidial de Saint-Dié, puis à la Révolution, maire de Saint-Dié et vice-président du directoire du district de Saint-Dié. Il est élu député des Vosges à l'Assemblée législative le 30 août 1791, penchant généralement du côté de la majorité.
Conseiller de préfecture des Vosges le 9 germinal an VIII (30 mars 1800), il s'établit comme notaire à Fraize le 18 brumaire an IX (9 novembre 1800).
Joseph Mengin est le petit-fils de François Mengin (1684-1738), gentilhomme de Laveline, et de son épouse Catherine Rozières, fille de Jacques Rozières (1656-1719), également gentilhomme de Laveline.